# 資源回收筒 (Windows)
資源回收筒是微軟Windows作業系統裡的其中一個系統資料夾，用以把刪除的檔案暫時保留，留待將來進行回復或永久刪除。

## 簡介
微軟於Windows 95開始引入資源回收筒，它主要負責暫存被有意地或是意外地刪除的檔案。通常只有透過檔案總管刪掉的檔案才會被移到資源回收筒；至於在命令提示字元刪除的檔案則屬於永久刪除。從Windows 2000開始，微軟提供API讓其他應用程式可以把檔案移到資源回收筒。另外，它不只用來存放被刪除的檔案，其被刪除的時間甚至檔案的原始路徑也會被記錄下來。
資源回收筒只會保留由硬碟被刪除的檔案。至於其他儲存裝置如卸除式磁碟或網絡磁碟機，被刪除的檔案通常都是被直接永久刪除。
資源回收筒會根據其狀態而改變其圖示的樣子。如果裡面沒有存放任何檔案，那麼其圖示就會呈現一個空筒子的形狀；否則，圖示呈現出來的將會是一個裝滿了廢紙的筒子形狀。
資源回收筒本身有一個設定，供以設定其所能儲存的被刪掉檔案總量。Windows Vista以前，預設其容量一般是總硬碟容量的10%，而使用者亦可將其設置成總硬碟容量的0%至100%，但一般不允許總量超過3.99GB。如果資源回收筒內含的檔案容量已達至其設定的數值，那麼最舊的被刪除檔案將會被自動刪除以容納新進的檔案。如果一個檔案的容量已經超過設定的容量，那麼檔案不會被移進去，而會被直接刪除。值得注意的是，總量不能超過3.99GB這個限制不適用於Windows Vista以後的系統。

## 實際位置及運作
資源回收筒的實際位置取決於所使用的作業系統及檔案系統。在FAT檔案系統及Windows 98以前的系統，它的路徑通常在　磁碟機編號:\RECYCLED。在NTFS檔案系統及Windows NT至Windows XP，它的路徑則是在　磁碟機編號:\RECYCLER。至於Windows Vista以上的系統，它則位於　磁碟機編號:\$Recycle.Bin。
使用者可以經桌面或檔案總管進入資源回收筒，而這亦是唯一一個Windows XP預設會顯示在桌面的圖示。Windows XP以後的作業系統裡，不同的使用者不能看到其他使用者所刪除的檔案。而Windows 2000以前的系統，所有使用者都能看到其他使用者刪除的檔案。
在Windows Vista以前，當一個檔案被移到資源回收筒，它的檔名就會被改成如下格式： D<原始位置的磁碟機編號><檔案編號>.<原始擴充檔名>。另外，裡面有一個叫info2的隱藏檔案，裡面以二進制編碼儲存了原始文件的路徑和檔名。Windows Vista以後，檔案的額外資訊則以 %$I<檔案編號>.<原始擴充檔名>命名，原始文件則以 $R<檔案編號>.<原始擴充檔名>命名。
當使用者透過資源回收筒檢視檔案或把檔案回復時，檔名會回復成原始的檔名。當資源回收筒被清空，原始文件才会从文件系统中删除，這時仍能透過一些反刪除的軟件將磁區上的資料回復成檔案；但當那部份的磁區被新寫入的檔案覆蓋後，則再也不能回復那部分的檔案。

## 使用方法
在檔案總管，使用者能透過以下方法把檔案移到資源回收筒：
- 在檔案上右鍵，並在選單選擇刪除；
- 選擇要刪除的檔案，並按下鍵盤的刪除鍵；
- 選擇要刪除的檔案，並在Windows XP檔案總管左面的「檔案及資料夾工作」選擇刪除；
- 選擇要刪除的檔案，並在Windows XP檔案總管上方功能表列的檔案選單中選擇刪除；
- 在某些提供把檔案移到資源回收筒的應用程式中刪除檔案；
- 將要刪除的檔案拖曳至資源回收筒。

另外，使用者還能在使用以上方法刪除檔案時緊按Shift鍵，這樣檔案將不會被移進資源回收筒，而是被直接刪除。要注意的是，如果在將檔案拖曳至資源回收筒時緊按Shift鍵，這樣檔案被刪除時將不會出現任何提示訊息，而檔案將會直接被永久刪除。